# شهرداری لاهیجان
شهرداری لاهیجان یک سازمان همگانی غیردولتی است که در سال ۱۳۰۷ خورشیدی بنیان نهاده شد و مدیریت شهر لاهیجان را بر عهده دارد. با این حال، اطلاعات مکتوب شهرداری لاهیجان در گیلان از سال ۱۳۰۴ موجود است که بنا به شواهد موجود زمان تأسیس شهرداری قبل از این تاریخ بوده‌است.

## فهرست شهرداران

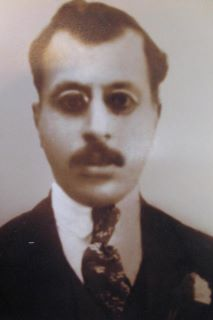
حاج میرزا حسین خان رصدی، اولین شهردار لاهیجان

محمدحسین‌خان دوّلو (نفر دوم نشسته از راست)، از اولین شهرداران لاهیجان

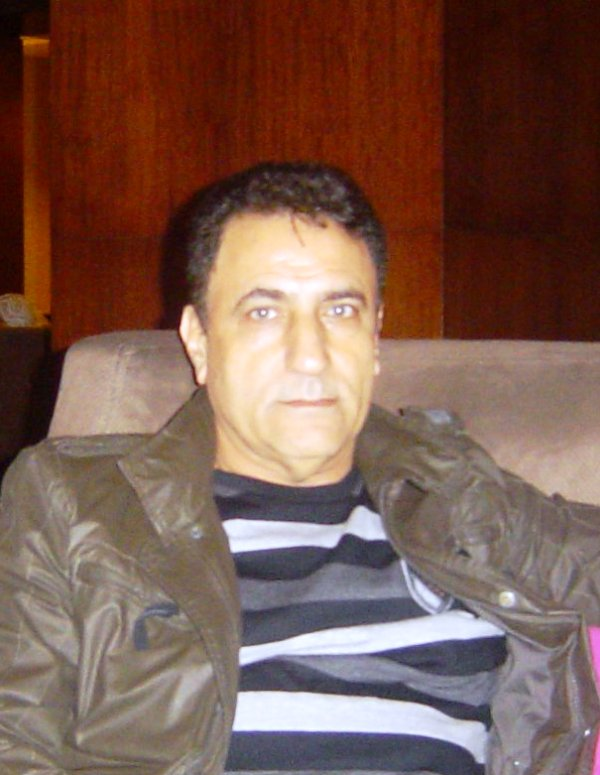
فریدون برهانی، دو دوره شهردار لاهیجان

از زمان تأسیس تا کنون شهرداری لاهیجان، شهرداران و سرپرستان زیادی به خود دیده که که اسامی و سوابق تعدادی از آنها به شرح ذیل است:
| نام                      | محل تولد   | تاریخ انتصاب     | مدت مسئولیت            |
| ------------------------ | ---------- | ---------------- | ---------------------- |
| میرزا حاج حسین‌خان رصدی   | نامشخص     | ۱۳۰۴             | نامشخص                 |
| میرزا تقی‌خان فیلسوفی     | نامشخص     | ۱۳۱۰             | نامشخص                 |
| عبدالحسین برزین          | نامشخص     | نامشخص           | نامشخص                 |
| عبدالحسین‌خان اکرم همایون | نامشخص     | نامشخص           | نامشخص                 |
| محمدخان دادور عمده‌الملک  | نامشخص     | نامشخص           | نامشخص                 |
| ؟ شهابی                  | نامشخص     | نامشخص           | نامشخص                 |
| ؟ دبیر فاطمی             | نامشخص     | نامشخص           | نامشخص                 |
| محمدحسین‌خان دوّلو         | نامشخص     | نامشخص           | نامشخص                 |
| علی‌اکبرخان کسری          | نامشخص     | نامشخص           | نامشخص                 |
| اسحاق شهنواز             | نامشخص     | نامشخص           | نامشخص                 |
| محمدعلی‌خان مستوفی        | نامشخص     | نامشخص           | نامشخص                 |
| امیرپاشا امیرابراهیمی    | نامشخص     | نامشخص           | نامشخص                 |
| ؟ مسیحا                  | نامشخص     | نامشخص           | نامشخص                 |
| عبدالعلی لنکرانیان       | نامشخص     | نامشخص           | نامشخص                 |
| محمدعلی ناظمی            | نامشخص     | نامشخص           | نامشخص                 |
| حسن فرنام                | نامشخص     | نامشخص           | نامشخص                 |
| حسن جهادی                | نامشخص     | نامشخص           | نامشخص                 |
| امیرهوشنگ محتشم          | نامشخص     | نامشخص           | نامشخص                 |
| ؟ جعفرزاده               | نامشخص     | نامشخص           | نامشخص                 |
| محمود نوبخت              | نامشخص     | نامشخص           | نامشخص                 |
| ؟ دارابی                 | نامشخص     | نامشخص           | نامشخص                 |
| علی‌اصغر فیاض             | لاهیجان    | ۱۳۳۳             | ۱۳ سال                 |
| فضل‌الله مسیح             | شیراز      | ۱۰ بهمن ۱۳۴۶     | ۲ سال و ۸ ماه          |
| حسن اعتمادی              | لاهیجان    | ۳۱ مرداد ۱۳۴۹    | ۱ سال و ۶ ماه          |
| محمدتقی تهرانیان         | نامشخص     | ۱۵ آذر ۱۳۵۱      | ۱ سال و ۶ ماه          |
| علی‌رضا هورفر             | ساری       | نامشخص           | ۵ ماه                  |
| غلام‌رضا زموره            | شیراز      | ۸ دی ۱۳۵۳        | ۲ سال                  |
| عباس کارگرزاده           | نامشخص     | ۱ آذر ۱۳۵۵       | ۱ سال و ۶ ماه          |
| حسین منجمی               | نامشخص     | ۱۲ اردیبهشت ۱۳۵۷ | ۷ ماه و ۱۵ روز         |
| رحیم صیادفر              | بندر انزلی | نامشخص           | ۹ ماه                  |
| اسماعیل بخشایش           | بابل       | ۲۶ اسفند ۱۳۵۷    | ۲ سال و ۶ ماه          |
| حسین نعیم‌آسا             | لاهیجان    | ۳۰ شهریور ۱۳۶۰   | ۶ ماه                  |
| علی پورقاسمی             | لاهیجان    | ۳۰ اسفند ۱۳۶۰    | ۴ سال و ۳ ماه و ۱۸ روز |
| فریدون برهانی منجیلی     | منجیل      | ۱ تیر ۱۳۶۵       | ۸ سال                  |
| میر شمس‌الدین پورباقری    | نامشخص     | ۲۸ تیر ۱۳۷۳      | ۴ سال و ۱۱ ماه و ۳ روز |
| ابراهیم صادقی گلرودباری  | لاهیجان    | ۱ تیر ۱۳۷۸       | ۱ ماه و ۲۷ روز         |
| حسن حمیدی                | لاهیجان    | ۲۵ بهمن ۱۳۷۸     | ۳ سال و ۳ ماه و ۱۳ روز |
| فریدون برهانی منجیلی     | منجیل      | ۳ مرداد ۱۳۸۲     | ۳ سال و ۸ ماه و ۲۳ روز |
| علی‌رضا گنجه‌خسروی         | لاهیجان    | ۳ تیر ۱۳۸۶       | ۳ سال و ۵ ماه و ۱۲ روز |
| رضا کهالی‌نام             | رشت        | ۱۰ آذر ۱۳۸۹      | ۳ سال ۴ ماهه           |
| بهمن مرتضی پور (سرپرست)  | لاهیجان    | ۸ آبان ۱۳۹۳      | ۲۷ دی ۱۳۹۳             |
| سعید آگشته               | تهران      | ۱۸ دی ۱۳۹۳       | ۲ سال و ۷ ماه و ۱۳ روز |
| بهمن مرتضی پور (سرپرست)  | لاهیجان    | ۱ شهریور ۱۳۹۶    | ۲۷ مهر ۱۳۹۶            |
| مسعود کاظمی              | لاهیجان    | ۲۳ مهر ۱۳۹۶      | ۲۴ تیر ۱۳۹۹            |
| یوسف قیامتون (سرپرست)    | لاهیجان    | ۲۴ تیر ۱۳۹۹      | ۲ شهریور ۱۳۹۹          |
| یوسف قیامتون             | لاهیجان    | ۲ شهریور ۱۳۹۹    | ۲۴ مرداد ۱۴۰۰          |
| بهمن مرتضی‌پور (سرپرست)   | لاهیجان    | ۲۴ مرداد ۱۴۰۰    | ۳ مهر ۱۴۰۰             |
| رضا زنده‌دل               | تهران      | ۳ مهر ۱۴۰۰       |                        |